# Decka Pelplin
Decka Pelplin (czyt. "Deka Pelplin") – klub koszykarski założony w 2008 roku w Pelplinie jako Uczniowski Klub Sportowy "Jedynka" Pelplin. Klub od sezonu 2020/21 występuje w Suzuki 1. Lidze koszykówki mężczyzn.
Prezesem klubu jest Przemysław Bieliński. Trenerem pierwszego zespołu jest Przemysław Łuszczewski.
Głównymi sponsorami klubu są przedsiębiorstwa "Decka" i "Michna Meat" oraz Miasto i Gmina Pelplin.
Swoje mecze Decka Pelplin rozgrywa w Hali Sportowej przy Zespole Kształcenia i Wychowania nr 1 w Pelplinie przy ul. Sambora 5a.

## Historia
Klub powstał w 2008 roku z inicjatywy środowiska lokalnego, rodziców i uczniów Zespołu Kształcenia i Wychowania nr 1 w Pelplinie. Początkowo skupiał się głównie na szkoleniu młodzieży i występach na szczeblu juniorskim.
W sezonie 2014/15 drużyna zadebiutowała w rozgrywkach seniorskich na szczeblu 3. ligi mężczyzn i w tym samym sezonie uzyskała awans do 2. ligi. Na trzecim poziomie rozgrywkowym klub pozostał do końca sezonu 2019/20.

### Awans do 1LM
19 marca 2020 PZKosz zdecydował o wcześniejszym zakończeniu rozgrywek na wszystkich szczeblach z powodu pandemii Covid-19. Decka Pelplin zajmowała w tym momencie 2. miejsce w swojej grupie 2LM, co pozwoliło jej skorzystać z możliwości wykupienia "dzikiej karty" dającej awans do rozgrywek 1. ligi.

## Drużyna seniorów
W sezonie 2022/23 w skład drużyny prowadzonej przez Przemysława Łuszczewskiego wchodzą:
| Nr | Imię i nazwisko   | Pozycja                            |
| -- | ----------------- | ---------------------------------- |
| 0  | Thomas Davis      | niski skrzydłowy/silny skrzydłowy  |
| 1  | Dawid Sączewski   | rozgrywający/rzucający obrońca     |
| 3  | Wojciech Dzierżak | rozgrywający                       |
| 5  | Paweł Kopycki     | środkowy                           |
| 7  | Damian Ciesielski | rozgrywający                       |
| 10 | Roman Janik       | rzucający obrońca                  |
| 11 | Karol Obarek      | rzucający obrońca/niski skrzydłowy |
| 18 | Mariusz Konpatzki | rzucający obrońca/niski skrzydłowy |
| 20 | Hubert Wyszkowski | silny skrzydłowy                   |
| 23 | Mateusz Żebrok    | rozgrywający                       |
| 32 | Piotr Wińkowski   | środkowy                           |
| 77 | Krystian Tyszka   | silny skrzydłowy                   |